# 53e breedtegraad noord
De 53e breedtegraad noord is een denkbeeldige cirkel op de Aarde op 53 graden ten noorden van de evenaar. De breedte graad bevindt zich op 37 graden ten zuiden van de geografische Noordpool.

## Landen en zeeën
Overzicht van landen en zeeën op de 53e breedtegraad noord. Bovenaan staat het gebied op nulmeridiaan.
| Land of zee             | Opmerking                                            |
| ----------------------- | ---------------------------------------------------- |
| Verenigd Koninkrijk     | Engeland                                             |
| Noordzee                |                                                      |
| Nederland               | Het eiland Texel                                     |
| Waddenzee               |                                                      |
| Nederland               | Provincies Friesland, Drenthe en Groningen           |
| Duitsland               |                                                      |
| Polen                   |                                                      |
| Wit-Rusland             |                                                      |
| Rusland                 |                                                      |
| Kazachstan              | Over een afstand van 10 kilometer                    |
| Rusland                 | Over een afstand van 7 kilometer                     |
| Kazachstan              | Over een afstand van 12 kilometer                    |
| Rusland                 | Over een afstand van 18 kilometer                    |
| Kazachstan              | Over een afstand van 4 kilometer                     |
| Rusland                 | Over een afstand van 15 kilometer                    |
| Kazachstan              |                                                      |
| Rusland                 | Passage van het Baikalmeer                           |
| China                   | Binnen-Mongolië                                      |
| Rusland                 |                                                      |
| Tatarensont             |                                                      |
| Rusland                 | Het eiland Sachalin                                  |
| Zee van Ochotsk         |                                                      |
| Rusland                 | Kamtsjatka                                           |
| Grote Oceaan            |                                                      |
| Verenigde Staten Alaska | Attu Island                                          |
| Beringzee               |                                                      |
| Verenigde Staten Alaska | Kagamil Island                                       |
| Beringzee               |                                                      |
| Verenigde Staten Alaska | Unmak Island                                         |
| Golf van Alaska         |                                                      |
| Canada                  | Brits-Columbia Alberta Saskatchewan Manitoba Ontario |
| Jamesbaai               |                                                      |
| Canada                  | Quebec Newfoundland en Labrador                      |
| Atlantische Oceaan      |                                                      |
| Ierland                 |                                                      |
| Ierse Zee               |                                                      |
| Verenigd Koninkrijk     | Wales en Engeland                                    |